# Институт и музей Вольтера
Институт и музей Вольтера — музей в Женеве, посвящённый жизни и деятельности Вольтера. Расположен в доме под названием Les Délices, где Вольтер жил с 1755 по 1760 год.
Дом был выкуплен муниципалитетом Женевы в 1929 году, музей основан в 1952 году Теодором Бестерманом.
В библиотеке музея находятся 25 000 томов сочинений Вольтера и других авторов XVIII века, а также коллекция картин и гравюр этого периода, множество портретов Вольтера, его родственников и друзей.